# 大久保千代太夫
大久保 千代太夫（おおくぼ ちよだゆう、旧芸名：新大久保鷹、本名：大久保 了、1962年1月17日 - ）は、日本の俳優。

## 出演

### 映画
- 1986年 まんだら屋の良太（ニューセレクト）[要出典]
- 1989年
  - バカヤロー!2 幸せになりたい。（松竹）[要出典]
  - 丹波哲郎の大霊界2　死んだらおどろいた!!（松竹富士）[要出典]
- 1989年 北京的西瓜（松竹）[要出典]
- 1990年　オクトパスアーミー　シブヤで会いたい（シネマハウト）[要出典]
- 1991年
  - 無能の人[要出典]
  - あさってDANCE（大映）[要出典]
  - リトル・シンドバッド　小さな冒険者たち（東映アストロフィルム）[要出典]
  - チー公物語 ネズミ小僧のつくりかた世紀末版[要出典]
  - 大人になりたい（東北新社）[要出典]
  - 1992年
  - はるか、ノスタルジィ(東映)　監督：大林宣彦
  - 青春デンデケデケデケ(東映)　監督：大林宣彦
  - 死霊の罠２　ヒデキ(ジャパンホームビデオ)監督：橋本以蔵
  - 1993年
  - ゲンセンカン主人(シネセゾン)監督：石井輝男
  - 僕らはみんな生きている(松竹)監督：滝田洋二郎
  - 1994年
  - 119(松竹)　監督：竹中直人
  - 1995年
  - トラブルシューター(ビターズ・エンド)監督：原田眞人
  - プロゴルファー織部金次郎３　～飛べバーディー(東映)監督：武田鉄矢
  - お天気お姉さん（BOX　OFFICE）監督：細山智明
  - お天気お姉さん　R(BOX　OFFICE)監督：細山智明
  - 1996年
  - 真空回路（BOX　OFFICE）監督：川口良太
  - ORGAN／オルガン(オルガンヴィトー＋ゼアリズ)監督：不二稿　京
  - SADA(松竹)監督：大林宣彦
  - 1998年
  - 風の歌が聴きたい(ザナドゥー)監督：大林宣彦
  - 飼育２　主演　監督：内藤忠司
  - 淀川長治物語神戸篇　サイナラ(PSC)監督：大林宣彦　(2000年)
  - 東京エスカレーター(東京・ざんす)監督：野沢直子　(2001年)
  - Soundtrack(ギャガ・コミュニケーションズ)監督：二階　健　(2001年)
  - イド　id　(オルガンヴィトー)監督：不二稿　京　(2002年)
  - 緋音町怪絵巻（ムービングピクチャーズジャパン）監督：倉田健次　(2005年)
  - そのとき私は死ぬことにした　監督：堀江　慶　(2005年)
  - 恋するイノセントマン(映像・舞台企画集団ハルベリー)　監督：いずみよしはる　(2006年)
  - 虹色　(ムービングピクチャーズジャパン)　監督：倉田ケンジ　(2007年)
  - 恋路物語　eachlittlething (水俣市＋ムービーオンライン)　監督：菅野宏彰　(2007年)
  - 店は客のためにあるー倉本長治の回想　(商業界ゼミナール)　監督：倉本和人　(2012年)
  - あぁ...閣議　(吉本興業・テレビ朝日)　監督：郷力大地　(2012年)
  - ある戦士達の放課後(アドウェイズ・ピクチャーズ)　監督：藤井道人　(2013年)
  - 坂本君は見た目だけが真面目　(映画美学校)　監督：大工原正樹　(2013年)
  - ７S　(アドウェイズ・ピクチャーズ)　監督：藤井道人　(2013年)
  - 新宿シアターPOO　(スタジオゼロプラス)　監督：小村幸司　(2013年)
  - 進撃の巨人　(東宝)　監督：樋口真嗣(2014年)
  - 退屈な休日　(2016年)
  - ゴーストロード　(日本出版販売)　監督：西川　顕　他(2017年)
  - ワイルドナイト　監督：中田　圭（2020年）
  - トリカゴ　銀幕菜日　(2021年)

### テレビドラマ
- 銀河テレビ小説「迷惑かけてありがとう」レギュラー　NHK　(1984年)
- 「ビートたけしの学問のススメ」　TBS　(1984年)
- 大河ドラマ　「山河燃ゆ」　NHK　(1984年)
- 「キツイ奴ら」　TBS　(1989年)
- ドラマ23　「コピー教室より愛をこめて」TBS　(1989年)
- 木曜劇場「この胸のときめきを」CX　(1989年)
- 「教師びんびん物語」　CX　(1989年)
- 教師びんびん物語II 第11話「お母さんごめんね」（1989年、CX） ※大久保了名義
- 月曜ドラマスペシャル「私のカレは3代目」TBS　（1989年）
- 「狂い咲きピエロ」　CTV　(1989年)
- 「明日はアタシの風が吹く」NTV　(1989年)
- 不思議サスペンス「結婚式の客」KTV(1989年)
- 水曜グランドロマン「シルバーシートの桃太老」NTV　(1990年)
- ドラマダス「ここから先は戦場です」NTV　(1990年)
- 土曜ワイド劇場「尼さん探偵名推理　２」EX　(1990年)
- ドラマチック22「ミニパトより愛をこめて」TBS　(1990年)
- ドラマチック22「ミニパトより愛をこめて２」TBS(1990年)
- 「あいつがトラブル」CX　(1990年)
- 「世にも奇妙な物語」CX　(1990年)
- 「美少女仮面ポワトリン」CX　(1990年)
- 「歴史見つけた」～元との戦い　NHK（1991年）
- 月曜ドラマハウス「ホームアローン」CX　(1991年)
- 「結婚しない女達のために」NTV　(1991年)
- 「不思議少女　ナイルなトトメス」CX　(1991年)
- ドラマチック22「ミニパトより愛をこめて３」TBS　(1991年)
- 「世にも奇妙な物語」CX　(1991年)
- 「岡っ引どぶ」CX　(1991年)
- 「鎌倉恋愛委員会」TBS　(1991年)
- 「歴史みつけた」～足尾銅山　NHK　(1991年)

### MV
- ザ・リーサルウェポンズ「快走！ラスプーチン」（2022年）[2]

### テレビアニメ
- DD北斗の拳2 イチゴ味＋（2015年） - 警官 役